# Origineel Amsterdams
Origineel Amsterdams is een nummer van de Nederlandse hiphopgroep Osdorp Posse uit 2000. Het nummer is een ode aan het Amsterdamse dialect, en de tekst is geschreven door frontman Def P. 
De Osdorp Posse was de eerste Nederlandstalige rapgroep met successen in de album-charts. De groep bracht echter van haar albums al jaren geen singles meer uit, omdat de groep van mening was geboycot te worden door radio- en clip-zenders. 
Ondertussen had de band Ramp Records opgericht, hun eigen label, en brachten ze daar hun album "Kernramp" op uit. Ook persten ze toch weer een CD-single, omdat ze "Origineel Amsterdams" gezien het onderwerp gratis wilden uitdelen in bejaardenhuizen in de regio Gemeente Amsterdam. Op deze manier kwam een exemplaar van de single toch bij radiozenders terecht via pluggers, en werd het liedje verrassend genoeg alsnog opgepikt door radiozenders. Er werd een promotievideo bij gemaakt, en radiozender 3FM bombardeerde het liedje tot Megahit, waardoor het meerdere keren per dag werd gedraaid.  
Uiteindelijk behaalde het de 10e positie in de Mega Top 100 (17 weken notering)  en de Nederlandse Top 40 (9 weken notering). Het bleef hun enige notering in die lijsten  Het was slechts de tweede single ooit die de top 10 behaalde in het genre hip-hop in het Nederlands. Met dat jaar 18,000 verkochte exemplaren , zou het nummer met de maatstaven van nu ondertussen een Gouden Plaat zijn. 

## 2024
In 2024 was er weer aandacht voor het plaatje. In dat jaar werd het door een jury gekozen als één van de tien beste liedjes geschreven en gezongen over Amsterdam. De “wedstrijd” was uitgeschreven in het kader van Amsterdam 750 jaar. Juryvoorzitter wethouder Touria Meliani en juryleden Orville Breeveld (namens medeorganisator Concertgebouw, Peter van Brummelen (namens medeorganisator Het Parool), Joris Nassenstein (Concertgebouw), en Elmer moesten daarbij kiezen uit 125 liedjes. Toen werd geconstateerd dat het bijzonder was dat er in het Nederlands gerapt werd, destijds een uitzondering. In later tijd werd er meer Nederlands gerapt maar werd dat veelal gecombineerd met straattaal. Daarvoor was het in 2000 te vroeg; Origineel Amsterdam is een combinatie van plat-Amsterdam met Jiddische invloeden (gozer, meier, jajem en temeier). De schrijver probeerden ook enkele neologismen uit, die niet in gebruik kwamen: lulijzer (GSM-telefoon) en nachtapotheker (bezorger van drugs).Op 29 januari 2025 is het mooiste Amsterdamse lied gekozen. Het lied Aan de Amsterdamse grachten werd deze dag verkozen tot het mooiste lied over Amsterdam. Het lied won met een ruime voorsprong een poll van Het Concertgebouw en Het Parool. Daarin werden 4500 stemmen uitgebracht. Meer dan een kwart, 28 procent, ging naar Aan de Amsterdamse grachten.